# La mañana (programa de ràdio)
La mañana va ser un programa matinal de ràdio espanyola que es va emetre en la Cadena COPE des de 1992 fins a finalitzar, amb Ángel Expósito i Javi Nieves, el 19 de juliol de 2015; amb un breu parèntesi entre 2010 i 2012 on va passar a denominar-se 'Así son las mañanas' presentat i dirigit per Ernesto Sáenz de Buruaga. L'última temporada de setembre de 2014 a juliol de 2015 va ser presentada per Ángel Expósito en el tram informatiu de 6 a 10 mentre que Javi Nieves realitzava el magazín fins a les 12 h.
Des de l'1 de setembre de 2015, La mañana és substituït pel nou programa Herrera en COPE, dirigit pel locutor d'Almeria Carlos Herrera després d'abandonar Onda Cero el 27 de març de 2015.
Els periodistes que han dirigit l'espai han estat: Antonio Herrero (†), Carlos Herrera, Luis Herrero, Federico Jiménez Losantos, Ignacio Villa, Ernesto Sáenz de Buruaga i Ángel Expósito.
Actualment aquest programa només emet la seva edició de cap de setmana La Mañana del Fin de Semana presentat per Fernando de Haro i que s'emet de 6am a 8.30am dissabtes i diumenges en la Cadena COPE.

## Història

### Els començaments

#### La fi deProtagonistasiCada día. Arribada d'Antonio Herrero i Carlos Herrera
En 1991 i després de la marxa de Luis del Olmo a Onda Cero amb el seu espai Protagonistas, Javier González Ferrari, aleshores director de La linterna, passa als matins amb l'espai Cada día. L'èxit efímer d'aquest nou programa unit a la defenestració de l'equip d'Antonio Herrero per part d'Antena 3 Radio fan que la COPE posi en marxa Primera hora, que comença a dirigir el mateix Herrero després de la compra de la cadena del Grup Godó per part de Prisa. Al mateix temps, la COPE fitxa Carlos Herrera, que presenta l'espai durant tres anys, sent aquest el moment en què el mateix comença a dir-se La mañana de la COPE. Herrero roman com a director d'Informatius.

#### Mort d'Antonio i arribada de Luis Herrero
Finalment, en la temporada 1995-1996, el programa passa a denominar-se La mañana, dirigit novament per Antonio Herrero. Després de la mort d'aquest en 1998, el programa passa a ser dirigit per Luis Herrero, que deixa La linterna a mans de Federico Jiménez Losantos. Durant aquesta etapa formen part de la tertúlia José Luis Balbín, Amando de Miguel, Manuel Martín Ferrand, Matías Antolín i Antonio Casado.

### Consolidació

#### La marxa de Luis Herrero
En acabar la temporada 2002-2003, Luis Herrero deixa el periodisme per a dedicar-se a la política i pren el comandament el director de La linterna Federico Jiménez Losantos, que el dirigeix des de llavors amb un gran èxit d'audiència passant de 936.000 oïdores en la tercera ona de 2003 a 1.778.000 oïdors en la primera ona de 2005 segons l'EGM.

#### Fiançament deLa mañanaamb Federico Jiménez Losantos
A partir d'aquest moment i durant els següents set anys, van ser col·laboradors habituals del programa Jesús Cacho, Pedro J. Ramírez, Carmen Tomás, Cristina López Schlichting, Gabriel Albiac, Luis del Pino, Luis Herrero, José María Marco o Javier Rubio en la tertúlia política i Olvido Gara en la crònica social.
No obstant això, a partir de juny de 2007 i fins a 2009, no només s'estanca l'audiència del programa sinó que retrocedeix entorn de 400.000 oïdors, perdent fins i tot, sempre segons l'EGM, la segona posició en benefici de Carlos Herrera i Herrera en la Onda de Onda Cero.

##### Línia ideològica
El programa experimenta un gran augment d'audiència, a causa de la personalitat i a la polèmica i sentiments oposats que provoquen la personalitat del seu presentador, Federico Jiménez Losantos, que es caracteritza per criticar amb duresa als nacionalismes perifèrics i al socialisme. Ell mateix es defineix com liberal, defensa la unitat d'Espanya i dedica tot tipus de crítiques als nacionalistes bascos, catalans, gallecs, etc., posant especial èmfasi en el PNB, ERC i l'aleshores líder, Carod Rovira, al qui anomena Rovireche.

### La nova COPE

#### Caiguda d'audiència amb Nacho Villa
Després de la no renovació de Losantos, durant la temporada 2009-2010, el programa es dividiria en dues parts: una informativa i d'anàlisi política dirigida per Nacho Villa, i un magazín presentat per Ely del Valle i Enrique Campo.

##### Estructura
En aquesta època, juntament amb la transmissió de notícies, es donava pas a seccions com Crónicas de otro mundo, comentaris com La carta de Cristina López Schlichting, La cultura amb José Javier Esparza, El torbellino d'Israel García Juez, El canto del cuco de Paco Ventura, Los tres tenores, amb Juan Carlos Girauta, José María García Hoz i Ramón Pérez Maura; El centro de la noticia de Valentí Puig i La puntilla de Juan Manuel de Prada. També hi havia tertúlia, entrevistes, un espai esportiu, diversos repassos a la premsa, rondes de corresponsals internacionals i de comunitats autònomes i desconnexions territorials. El segon bloc constava d'un programa de varietats, presentat per Enrique Campo i Ely del Valle, amb característiques més lleugeres.

#### Arriba Buruaga i se suma Javi Nieves
A l'any de començar el nou projecte de La Mañana, la Cadena COPE fa públic el fitxatge de Ernesto Sáenz de Buruaga com a nou presentador de l'espai matinal de la cadena a partir de setembre de 2010. El programa deixa a un costat el nom La Mañana per a passar a denominar-se Así son las mañanas.
Després de dos anys, en 2012 es recupera el seu títol original La Mañana, sent conduïda la part informativa per Ernesto Saenz de Buruaga i el magazín per Javi Nieves amb l'ajuda de María de Meer. En el primer tram, es mantenen les mateixes seccions: repàs a l'actualitat, la lletra petita de Luis del Val, la tertúlia, l'humor -primer amb els Celebritoons de Javier Valero i des de 2013 amb el Grup Risa, mentre que en la segona part s'aposta per seccions clàssiques com el cinema, històries de llibre, anècdotes dels anys de EGB, enquestes i rànquings amb l'equip de De higos a brevas, la televisió amb el periodista Borja Terán, la ciència amb el director de la revista QUO Jorge Alcalde o l'economia amb experts com Leopoldo Abadía.
El 12 de juny de 2014, Ernesto Sáenz de Buruaga anuncia que deixarà el programa al final de temporada, cosa que fa el 27 de juny.

#### Ángel Expósito
El 3 de juliol de 2014, la Cadena COPE anuncia que Ángel Expósito serà el seu substitut a partir de setembre de 2014. Aquest periodista es va fer responsable de l'espai durant tota la temporada 2014-2015. Les dades d'audiència, no obstant això, no van acompanyar i en la primera onada d'estudis d'audiència, el programa va passar a la quarta posició, sent superat pels seus competidors en la Cadena SER, Onda Cero i RNE. Tanmateix, en 2015 recuperava la tercera posició, amb 980.000 oïdors.
Amb Expósito i Javi Nieves, finalitza el programa i es dona pas a Herrera en COPE

## El matinal...del Fin de Semana
L'edició del dissabte i el diumenge concentra d'una forma més agressiva l'actualitat del dia i de la semana.es l'única edició que es continua emetent i surt a les ones de 06.00 a 08.29 del matí. En l'actualitat sota el nom de La mañana del fin de semana, va a càrrec de Fernando de Haro, encara que amb anterioritat ha estat presentada per altres periodistes com Juanma Rodríguez o Alfonso Merlos.